# Spirorbis eximius
Spirorbis eximius är en ringmaskart som beskrevs av Bush 1905. Spirorbis eximius ingår i släktet Spirorbis och familjen Serpulidae. Inga underarter finns listade i Catalogue of Life.